# Alexis Billiet
Pour les articles homonymes, voir Billiet.
Alexis Billiet, né le 28 février 1783 aux Chapelles et mort le 30 avril 1873 à Chambéry, est un homme d'Église, archevêque puis cardinal savoisien.

## Biographie
Alexis Billiet naît le 28 février 1783 aux Chapelles, dans la vallée de la Tarentaise. Le village se trouve dans le duché de Savoie, qui fait partie à cette période du royaume de Piémont-Sardaigne.
Berger, il a été ordonné prêtre en 1807, vicaire général en 1818, évêque de Saint-Jean-de-Maurienne le 9 mars 1826, puis archevêque de Chambéry en 1840.
Il est nommé sénateur du royaume de Sardaigne, par décret royal du 3 avril 1848 par Charles-Albert de Sardaigne.
En 1861, il est créé cardinal par Pie IX, avec le soutien de Napoléon III, qui lui offre même la fonction de sénateur de l'Empire.
André Palluel-Guillard, dans La Savoie de la Révolution à nos jours, XIXe – XXe siècle, le décrit ainsi 

« …Il participe à la fondation de l'Académie de Savoie d'autant plus activement qu'il est persuadé, à la différence d'Auguste Comte, que la science ne peut aboutir qu'à Dieu et la religion. Ce personnage froid, maigre, au regard lourd, était plus moraliste qu'un théologien, plus administrateur qu'un pasteur. Son autorité et son expérience en imposaient à tous mais s'il était obstiné et catégorique il sut se montrer modéré, patient et diplomate… »

### Membre de l'Académie de Savoie
En 1815, il est l'un des membres fondateurs de l'Académie des sciences, belles-lettres et arts de Savoie, président de 1844 à 1850, puis de 1854 à 1855, il est nommé président perpétuel honoraire,. Il est aussi membre national non-résident de l'Académie royale des sciences de Turin. Il rédige d'ailleurs de nombreuses études non pastorales sur la province ou des ouvrages, dont le Bienheureux Liguori (1823).
Il s’est livré à des études spéciales sur le goitre et le crétinisme.

### Annexion de la Savoie
Face au projet d'annexion de la Savoie à la France, Alexis Billiet a une attitude de prudence et de réserve. Pourtant la politique anticléricale de Cavour et les visées du roi de Sardaigne sur les États pontificaux accompagnant le Risorgimento, avec le concours de Garibaldi, auraient pu le pousser à prendre parti. Il disait ainsi : 

« … La réunion de la Savoie à la France paraît être en ce moment le vœu d'un certain nombre de personnes. Dans une question aussi grave et aussi délicate, nous croyons devoir recommander à tous les prêtres du diocèse de ne prendre absolument à aucune part aux manifestations que l'on pourrait faire à cette fin… »

 Toutefois, les prêtres seront les premiers agents du projet, ayant pâti de la loi sarde du 28 mai 1855, dite de l’incamération, à savoir la nationalisation des biens ecclésiastiques.
Quelques mois plus tard, à la suite du traité de Turin du 24 mars 1860, la population savoyarde est consultée dans un plébiscite sur la « réunion » à la France, les 22-23 avril. Sur les 35 961 votants, 35 892 votent en faveur du rattachement. Le peu de votes émis contre l’annexion s’explique par le profit de celle-ci pour la Savoie, pauvre et délaissée par les rois de Sardaigne. L’annexion a enthousiasmé le peuple des villes et des campagnes mais, des prêtres redoutant la communication à leurs ouailles des mœurs « irréligieuses » françaises, le rétablissement du mariage civil les satisfaisant peu, Billiet a pris et fait prendre à son clergé son parti de cette nécessité.

Le 27 aout, la famille impériale se rend en Savoie. Billiet accueille les altesses sur les marches de la cathédrale. Il rappelle que les Savoyards placent les intérêts de la foi avant tout autre et précise : 

« … Nous exprimons aussi à Votre Majesté l'espérance qu'elle continuera à user de la haute puissance que le Ciel lui a donné pour protéger l'Église catholique en Italie, en Syrie, en Chine, partout où elle a des épreuves à subir… »

## Succession apostolique
Alexis Billiet a ordonné les évêques suivants :
- Évêque Louis Rendu (1843)
- Évêque Claude-Marie Magnin (1861)
- Évêque François Gros (1867)

## Publications
- Aperçus géologiques sur les environs de Chambéry. Mémoires de l’Académie de Savoie, vol. i, 1825.
- Abrégé du catéchisme imprimé par ordre de monseigneur l’évêque de Maurienne, 1827.
- Abrégé du catéchisme à l’usage des enfants, de la première communion à la confirmation, 1834.
- Les Brises périodiques dans les vallées des Alpes. Mémoires de l’Académie de Savoie, vol. ii, 1843.
- Discours d’ouverture de la Société Royale Académique de Savoie, 1844.
- Mémoire sur les tremblements de terre ressentis en Savoie. Mémoires de l’Académie de Savoie, vol. iv, 1851.
- Influence de la composition géologique du sol sur la production du crétinisme : Lettres de Mgr Alexis Billiet, réponses du M. le Dr Morel, médecin-chef de l’asile de Maréville, Paris, Victor Masson, 1855 (lire en ligne sur Gallica).
- Notice biographique sur Philibert Simon. Mémoires de l’Académie de Savoie, vol. v, 1863.
- Mémoire pour servir à l’Histoire ecclésiastique du diocèse de Chambéry, Puthod, Chambéry, 1865.

## Liens